# Alexis Valencia
Alexis Joel Valencia Castro (Valparaíso, Región de Valparaíso, Chile, 8 de febrero de 2001) es un futbolista chileno que se desempeña como delantero y actualmente se encuentra libre, firmó su finiquito en diciembre de 2024 con Santiago Wanderers, estuvo a préstamo en Provincial Ovalle de la Segunda División Profesional de Chile hasta el mes de Octubre del 2024.

## Trayectoria
Formado en las divisiones inferiores del Santiago Wanderers donde fue campeón 2 veces con la sub-15 y campeón sub-17 donde fue el goleador del torneo nacional, fue elegido como el jugador destacado de la final al anotar en 2 oportunidades en el partido contra Colo Colo, gracias a esto pasó de inmediato  al primer equipo y firmó su primer contrato como futbolista nacional.
Ha jugado en San Luis: Anotó 1 Gol
Ha jugado en Trasandino de Los Andes: Anotó 3 Goles
Ha jugado en Ovalle: Anotó 1 Gol.

## Selección nacional
Ha sido internacional con la Selección de fútbol sub-17 de Chile con la cual disputa el Campeonato Sudamericano de Fútbol Sub-17 de 2017 realizado en Chile donde su equipo consiguió la clasificación al Copa Mundial de Fútbol Sub-17 de 2017, torneo que no podría jugar debido a una lesión.

## Estadísticas

### Clubes
| Club                       | Div.       | Temporada  | Liga  | Liga  | Copas nacionales | Copas nacionales | Torneos internacionales | Torneos internacionales | Total | Total |
| Club                       | Div.       | Temporada  | Part. | Goles | Part.            | Goles            | Part.                   | Goles                   | Part. | Goles |
| -------------------------- | ---------- | ---------- | ----- | ----- | ---------------- | ---------------- | ----------------------- | ----------------------- | ----- | ----- |
| Santiago Wanderers · Chile | 2.ª        | 2019       | 4     | 0     | 3                | 0                | —                       | —                       | 7     | 0     |
| Santiago Wanderers · Chile | 1.ª        | 2020       | 0     | 0     | 0                | 0                | —                       | —                       | 0     | 0     |
| Santiago Wanderers · Chile | Total club | Total club | 4     | 0     | 3                | 0                | 0                       | 0                       | 7     | 0     |
| Total club                 | Total club | Total club | 4     | 0     | 3                | 0                | 0                       | 0                       | 7     | 0     |
| 1. 2.                      |            |            |       |       |                  |                  |                         |                         |       |       |

### Resumen estadístico
| Competición               | Partidos | Goles | Promedio |
| ------------------------- | -------- | ----- | -------- |
| Primera B                 | 4        | 0     | 0.00     |
| Copa Chile                | 7        | 0     | 0.00     |
| Selección de Chile Sub-17 | 5        | 1     | 0.2      |
| Total                     | 12       | 1     | 0.08     |

## Palmarés

### Títulos nacionales
| Título    | Club               | País  | Año  |
| --------- | ------------------ | ----- | ---- |
| Primera B | Santiago Wanderers | Chile | 2019 |